# Lothar Müller-Nedebock
Lothar Müller-Nedebock (* 2. Juli 1929 in Tirschtiegel; † 11. März 1990 in Johannesburg) war ein evangelischer Geistlicher, Missionar und zuletzt Präses der Evangelisch-Lutherischen Kirche im Südlichen Afrika (Natal-Transvaal).

## Leben
Müller-Nedebeck studierte Theologie und wurde am 28. August 1955 in Empangeni ordiniert. Noch im gleichen Jahr wurde er Stationsmissionar in Ehlanzeni, 1962 Stationsmissionar für das Südzululand und Pastor der deutschen Gemeinde Hebron, 1963 zusätzlich Pastor der englischsprachigen Gemeinde Eshowe. 1965 wurde er theologischer Lehrer am Evangelistenseminar Kwamondi und Pastor der Gemeinden Hebron und Eshowe. 1967 wurde er zum Vizepräses der Evangelisch-Lutherischen Kirche im Südlichen Afrika (Natal-Transvaal) ernannt. Zugleich war er Mitglied der Kirchenleitung und des Geistlichen Rates. 1972 wurde er Pastor der Gemeinde Durban (Lutherkirche). 1973 wurde er Präses der Evangelisch-Lutherischen Kirche im Südlichen Afrika (Natal-Transvaal).